# Смит-Стэнли, Эдуард, 12-й граф Дерби
Эдвард Смит-Стэнли, 12-й граф Дерби (12 декабря 1752 — 21 октября 1834; в 1771—1776 именовавшийся обычно лордом Стэнли) — британский пэр и политик, полковник британской армии с 1779 года. Занимал должность канцлера герцогства Ланкастерского с 29 августа по 31 декабря 1783 года в коалиции Фокса-Норта и с 12 февраля 1806 года по 25 марта 1807 года в так называемом «Правительстве всех талантов».

## Биография
Дерби был сыном Джеймса Смита-Стэнли, лорда Стренджа, сына Эдуарда Стэнли, 11-го графа Дерби. Его матерью была Люси Смит, дочь и сонаследница Хью Смита Уэлдхольского, графство Эссекс. Его отец взял дополнительную фамилию Смит по парламентскому акту в 1747 году. Дерби поступил в Итонский колледж в 1764 году, в 1771 году перешёл в Тринити-колледж Кембриджа. 11 октября 1774 Дерби был избран в парламент в качестве одного из двух депутатов от Ланкашира и занимал это место до 22 февраля 1776 года, когда наследовал титул своего деда и стал членом Палаты лордов.
Будучи канцлером герцогства Ланкастерского во время коалиции Фокса-Норта во главе с герцогом Портлендом, стал членом Тайного совета 29 августа 1783. На протяжении следующих 23 лет оставался без поста, но вновь стал канцлером герцогства Ланкастерского в период с 1806 по 1807 года в так называемом «Министерстве всех талантов» во главе с лордом Гренвилем. Лорд Дерби также служил лордом-лейтенантом Ланкашира с 14 марта 1776 по 21 октября 1834
Лорд Дерби был женат первым браком на леди Элизабет, дочери герцога Гамильтона, однако спустя пять лет брак фактически распался из-за скандального романа леди Дерби с герцогом Дорсетом, после чего граф и графиня Дерби жили раздельно до самой смерти последней от туберкулеза в 1787 г  Спустя несколько недель после смерти жены, лорд Дерби женился на выдающейся английской актрисе Элизабет Фаррен.

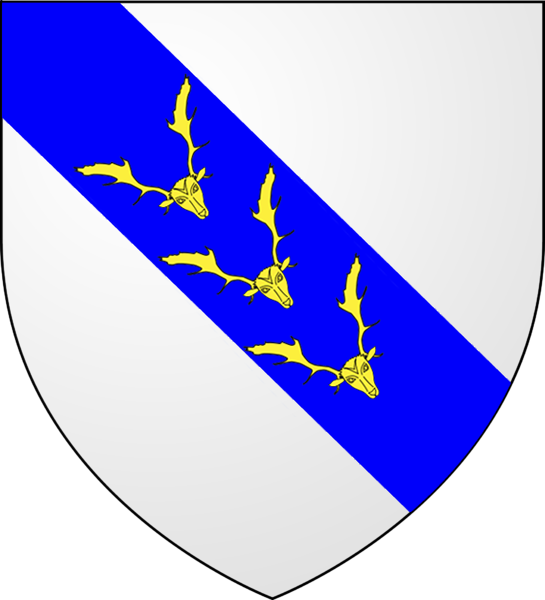
герб Эдварда Смит-Стэнли, 12-го графа Дерби